# Autoroute A25 (Grèce)
Pour les articles homonymes, voir A6 et Autoroute A6.
L'autoroute 25 (en grec moderne : Αυτοκινητόδρομος 25, Aftokinitódromos 25) est une autoroute à péage reliant Promachónas à Thessalonique en Grèce.

## Situation
L'autoroute A25 relie, du sud-ouest au nord-est, les zones métropolitaines du nord de la Grèce, Thessalonique et Serrès, à la frontière entre la Bulgarie et la Grèce.
En Bulgarie elle est prolongée par l'autoroute A3. L'itinéraire est intégré à l'une des branches du corridor paneuropéen IV.

## Tracé
| Km        | Agglomérations lieux    | Carte interactive |
| --------- | ----------------------- | ----------------- |
| 0 km      | Promachónas (frontière) |                   |
|           | Néo Petrítsi            |                   |
| 22 km     | Sidirókastro            |                   |
|           | Kamarotó (el)           |                   |
| 24 km     | Vamvakófyto             |                   |
|           | Paleókastro (el)        |                   |
| 32 km     | Melenikítsi (el)        |                   |
|           | Lefkónas                |                   |
| 50 km     | Strymonikó              |                   |
|           | Lachanás                |                   |
| 76 km     | Xylópoli                |                   |
|           | Dorkás                  |                   |
| 87 km     | Ássiros                 |                   |
| 96 km     | Langadás                |                   |
| Sources,: |                         |                   |

## Galerie

La rocade de Thessalonique.
La A25 à Vamvakófyto.
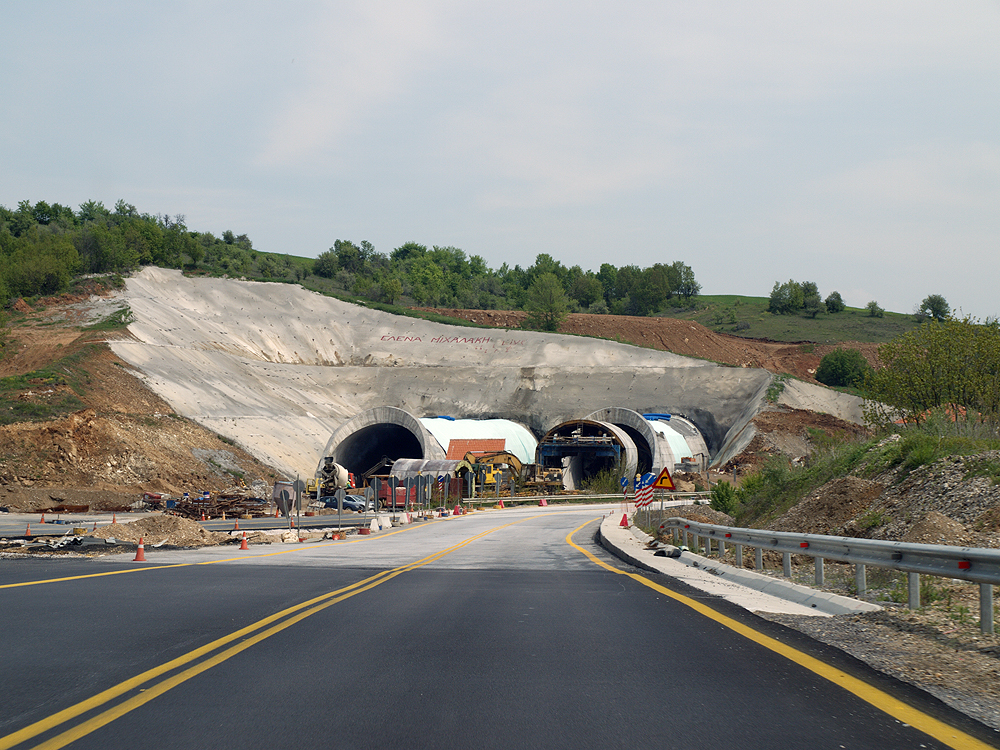
Construction du tunnel de Dorkás.